# El Guantillo
El Guantillo är en ort i Honduras.   Den ligger i departementet Departamento de Francisco Morazán, i den centrala delen av landet, 60 km norr om huvudstaden Tegucigalpa. El Guantillo ligger 938 meter över havet och antalet invånare är 1 223.
Terrängen runt El Guantillo är kuperad. Runt El Guantillo är det ganska glesbefolkat, med 22 invånare per kvadratkilometer. Närmaste större samhälle är El Suyatal, 12,9 km sydost om El Guantillo.  